# Божківське
Божкі́вське — село (до 2009 року — селище) в Україні, у Новоселівській сільській громаді Полтавського району Полтавської області. Населення становить 1214 осіб. До 2017 орган місцевого самоврядування —Недержинщинська сільська рада.

## Географія
Село Божківське знаходиться за 1,5 км від лівого берега річки Свинківка, вище за течією на відстані 1,5 км розташоване село Сягайли, нижче за течією на відстані 3,5 км розташоване село Шили, на протилежному березі - село Рунівщина. Примикає до села Крюкове. Поруч проходить залізниця, станція Приміська за 1 км. За 1 км від села розташований аеродром малої авіації.

## Історія
12 червня 2020 року, відповідно до розпорядження Кабінету Міністрів України № 721-р «Про визначення адміністративних центрів та затвердження територій територіальних громад Полтавської області», село увійшло до складу Новоселівської сільської громади.
19 липня 2020 року, в результаті адміністративно - територіальної реформи та ліквідації Полтавського району(1925-2020), село увійшло до складу новоутвореного Полтавського району.

## Економіка
- ЗАТ «Божківський Комбікормовий Завод».
- Надержинщинська виправна колонія № 65.
- Божковська виправна колонія № 16.
- Крюківська виправна колонія № 29.
- Надержинщинська жіноча виправна колонія № 65[4] насправді розташовується за адресою:  Полтавська обл., Полтавський р-н, село Божківське, вул.Паркова, будинок 12.

## Об'єкти соціальної сфери
- Школа.
- Пункт сімейної медицини
- Поштове відділення
- відділення Нової пошти